# UNIT (Doctor Who)
UNIT, siglas de alternativamente UNified Intelligence Taskforce (Fuerza de Inteligencia Unificada) o antiguamente durante décadas  United Nations Intelligence Taskforce (Fuerza de Inteligencia de las Naciones Unidas), aunque generalmente se empleaba exclusivamente el acrónimo, es una organización militar ficticia de la serie británica de ciencia ficción Doctor Who y sus spin-offs Torchwood y The Sarah Jane Adventures. En el argumento de la serie, opera bajo el auspicio de las Naciones Unidas, y su propósito es investigar y luchar contra amenazas paranormales y extraterrestres a la Tierra. En la serie clásica de Doctor Who, hubo mucho personal de UNIT que interpretó papeles importantes en el programa, como el Brigadier Lethbridge-Stewart.
Cuando se producía y emitía la serie de 2005, el productor ejecutivo Russell T Davies dijo que las Naciones Unidas ya no aprobaban que se les asociara con la organización ficticia, y el nombre completo de UNIT no podía utilizarse. Sin embargo, se permitió usar las siglas "UNIT" y "UN" siempre que no se dijera que significaban. En 2008, anunció el cambio del nombre de la organización se había cambiado a "Unified Intelligence Taskforce". Este nuevo nombre se mencionó por primera vez en La estratagema Sontaran, donde en una línea de diálogo se decía que las Naciones Unidas aún apoyaban con fondos a UNIT.

## Historia ficticia
Las raíces de UNIT en el universo de Doctor Who se encuentran en las incursiones extraterrestres del serial del Segundo Doctor The Web of Fear (1968) y el del Séptimo Doctor Remembrance of the Daleks (1988).
Tras esos incidentes, el bautismo de fuego de la recién creada UNIT fue una invasión de los Cybermen en The Invasion (1968). La contribución del Doctor como asesor científico en la batalla contra los extraterrestres fue reconocida, y tanto la Dra. Liz Shaw como el exiliado Tercer Doctor ingresarían en UNIT justo a tiempo para derrotar a los Autones en Spearhead from Space (1970).
UNIT seguiría apareciendo regularmente en Doctor Who durante los siguientes tres años, pero cuando se levantó el exilio del Tercer Doctor, su asociación con UNIT se volvió más esporádica, especialmente tras su regeneración en el Cuarto Doctor. La última aparición de UNIT en la serie durante muchos años fue en Terror of the Zygons (1976). Sin embargo, la organización siguió ejecutando su mandato de investigar y combatir la actividad alienígena. La última aparición de UNIT en la serie original fue en el serial del Séptimo Doctor Battlefield (1989).
UNIT fue mencionada en su acrónimo y en su nombre completo en la primera temporada de 2005 de la nueva serie, en los episodios Alienígenas en Londres y en Tercera Guerra Mundial, donde enviaron a una delegación a una convención de expertos en el 10 de Downing Street. UNIT aparecería otra vez ese mismo año en La invasión en Navidad. Además de en Doctor Who, UNIT apareció también en los spin-offs Torchwood y The Sarah Jane Adventures.
En El poder de tres (2012), se muestra que UNIT ha sido reorganizada por Kate Stewart, la hija del Brigadier.

## Organización
El status de UNIT está apoyado por la legislación que les permite asumir poderes de emergencia cuando es necesario (The Green Death). Aunque operan bajo la autoridad de las Naciones Unidas, sus miembros dependen del ejército del país en que residen, y aún están sujetos a su cadena de mando (Spearhead from Space). Los rangos, en la sección británica de UNIT al menos, equivalen a los del ejército británico. Lethbridge-Stewart es Brigadier, un Mayor aparece en La invasión en Navidad, y en La estratagema Sontaran y El cielo envenenado aparecen un coronel y un capitán (aunque Mike Yates, con el rango de capitán, ya había aparecido como regular en la época del Tercer Doctor en los setenta). El personal de UNIT es apoyado por los ejércitos británicos de tierra, mar y aire, y están sujetos a la cadena de comando británica. El comandante responde ante el primer ministro del Reino Unido y el ministro de Defensa a través del Departamento C-19. Sin embargo, si el comandante lo cree apropiado y necesario, puede pasar por encima del gobierno nacional pidiéndolo a través de Génova. Lethbridge-Stewart, por ejemplo, respondió ante el ministro de Defensa y el primer ministro, y el mayor Blake respondió ante el primer ministro en La invasión en Navidad. UNIT puede llamar a las unidades militares normales como apoyo, como a los RAF para ataques aéreos de precisión. Por la naturaleza internacional de la organización, a veces se la ve suspicazmente por parte de agencias militares y de seguridad locales, que piensan que puede poner en entredicho su soberanía (The Ambassadors of Death). La existencia de UNIT es conocida para el público, pero principalmente como organización de seguridad con expertos científicos (The Three Doctors). Su agenda real es clasificada, y algunos piensan que es una tapadera de una unidad antiterrorista. Aunque el Brigadier originalmente dijo que UNIT no arresta gente, en el siglo XXI, UNIT tiene la autoridad de detener personas indefinidamente sin juicio, apelación, contacto externo o representación legal, algo que sufre Toshiko Sato antes de ser reclutada para trabajar para el gobierno británico bajo el Instituto Torchwood. La organización fue reconfigurada por Kate Stewart, hija del Brigadier Lethbridge-Stewart. En El poder de tres, Kate dirige el departamento de investigación científica de UNIT, que ahora tiene autoridad sobre la rama militar.

## Recepción de la crítica
El concepto de UNIT generalmente ha sido bien recibido por los fanes de Doctor Who. En Trough Time: An Unauthorised and Unofficial History of Doctor Who, de Andrew Cartmel, se describe el agudo contraste entre la personalidad excéntrica del Doctor y la seriedad y formalidad de UNIT como un "golpe de inspiración".
La organización suele ser vista dentro del contexto de otras organizaciones internacionales que aparecieron en la ciencia ficción de postguerra, junto a otras como SMERSH y SPECTRE de las novelas de James Bond, y U.N.C.L.E. de The Man from U.N.C.L.E., que como UNIT funcionaban como una agencia de inteligencia de las Naciones Unidas.
La asociación original de la organización con las Naciones Unidas a veces se ha criticado por supuestamente reflejar sentimientos derechistas dentro de la BBC:

Para cualquiera que no esté familiarizado con el programa, dejadme describíroslo. Doctor Who a principios de los setenta llegó al culmen de su fantasía absurdista. No sólo estaba el planeta Tierra amenazado por alienígenas cuyos tentáculos estaban hechos con guantes de goma de fregar, sino que su destino descansaba en los hombres de una "fuerza de inteligencia" controlada por... las Naciones Unidas.
Damian ThompsonThe Telegraph